# Leucania languida
Leucania languida är en fjärilsart som beskrevs av Walker 1858. Leucania languida ingår i släktet Leucania och familjen nattflyn. Inga underarter finns listade i Catalogue of Life.